# Nezávislí demokraté
Nezávislí demokraté (NEZDEM), "Oberoende demokrater", är ett litet populistiskt politiskt parti i Tjeckien, bildat 2005. Partiet är inte medlem i något europeiskt parti. NEZDEM förespråkar en strikt invandringspolitik, avskaffandet av den tjeckiska senaten och en granskning av Tjeckiens relation med Europeiska unionen. I Europaparlamentsvalet 2009 förlorade partiet sina två mandat i parlamentet.